# 王晨藝
王晨藝（英語：Even Wong，1998年9月22日—），本名王旭光。出生於河南省駐馬店市，中國內地男歌手、舞者。
粉絲名爲「小野獸」，應援色爲花葉黃（#ffdd00）。

## 經歷
2019年4月，作為選手參加騰訊視頻偶像男團競演養成類真人秀節目《創造營2019》，並在首期節目中獲得首A；5月24日，《創造營2019》官博發文宣佈王晨藝退賽。
2019年8月，發行首張個人同名EP《EVEN WONG》。
2020年11月，參加愛奇藝、騰訊視頻公路行進式戶外真人秀《哈哈哈哈哈》。
2021年2月，發行首張個人實體專輯《WILD》。
2022年8月，參加安徽衛視戶外露營探索類真人秀《出發吧去露營》。

## 音樂作品

### EP
| 專輯 | 專輯資料                                                                  | 曲目                                         | 發行日期                                                            |
| 1st  | 《EVEN WONG》 - 發行日期：2019年8月19日 - 語言：國語 - 發行公司：締壹娛樂 | 曲目 1. 夜空彩虹 2. 爲你而跳 3. 綠葉 4. 麋鹿 | 1. 2019年8月19日 2. 2019年8月19日 3. 2019年8月19日 4. 2019年12月4日 |

### 錄音室專輯
| 專輯 | 專輯資料                                                                          | 曲目                                                                                           | 發行日期                                                                |
| 1st  | 《WILD》 - 發行日期：2020年11月17日線上專輯上線 - 語言：國語 - 發行公司：締壹娛樂 | WILD：裏 1. WAY UP 2. FOOL WILD：予 1. HOLD U 2. FULL MARKS WILD：野 1. WILD CARD 2. CARTOON   | WILD：裏 2020年11月17日 WILD：予 2020年12月14日 WILD：野 2020年12月29日 |
| 2nd  | 《i,SPARK》 - 發行日期：2023年12月23日線上專輯上語言：國語 - 發行公司：締壹娛樂   | 1. 火花 2. I CAN'T BE FOREVER LOST 3. 我与你之间 4. 这首歌 5. 呼呼 6. 悻悻 7. 喵呜喵呜 8. 一瓣 |                                                                         |

### 單曲
| 發行時間      | 歌曲     | 備註                      |
| 2019年12月4日 | 麋鹿     | 收錄於同名EP《EVEN WONG》 |
| 2021年9月23日 | 呼呼     | 收錄於專輯《i,SPARK》     |
| 2022年2月13日 | 口袋男孩 |                           |
| 2022年7月10日 | 悻悻     | 收錄於專輯《i,SPARK》     |

### 合作單曲
| 發行時間     | 歌曲     | 合作歌手 | 備註           |
| 2020年3月2日 | 無名的你 | 陳意涵 (中國大陸)、戴景耀、費啓鳴、高瀚宇、高嘉朗、李鑫一、陸思恆、彭楚粵、強東玥、蘇詩丁、王晨藝、吳季峯、弦子、于小彤、張遠、趙品霖、鍾祺 | 抗“疫”公益歌曲 |

### OST
| 發行時間       | 歌曲               | 備註                       |
| 2020年9月10日  | 小王子和他的玫瑰花 | 電視劇《Max別這樣》主題曲  |
| 2020年11月20日 | 追趕彩虹           | 綜藝節目《哈哈哈哈哈》插曲 |
| 2022年6月30日  | 神墓戰歌           | 動畫《神墓》片頭曲         |

## 影視作品

### 電視劇
| 年份 | 播放平臺／電視台 | 劇名      | 角色   | 備註     |
| 2020 | 愛奇藝           | MAX別這樣 | 王晨藝 | 特邀演出 |

### 綜藝節目
| 年份   | 播放平臺／電視台           | 節目名稱           | 備註     |
| 2019年 | 騰訊視頻                   | 創造營2019         | 參賽選手 |
| 2019年 | 湖南衛視                   | 神奇的漢字         | 嘉賓     |
| 2019年 | 優酷                       | 這！就是街舞第二季 | 幫跳嘉賓 |
| 2019年 | CCTV-15                    | 全球中文音樂榜上榜 | 表演嘉賓 |
| 2019年 | 北京衛視                   | 跨界喜劇王第四季   | 助演嘉賓 |
| 2019年 | 湖南衛視                   | 舞蹈風暴 (第一季)  | 參賽選手 |
| 2019年 | 芒果TV、咪咕視頻           | 哎呀好身材         | 嘉賓     |
| 2019年 | 湖南衛視                   | 快樂大本營         | 嘉賓     |
| 2019年 | 河北衛視、深圳衛視         | 悅健康             | 嘉賓     |
| 2019年 | 芒果TV                     | 明星大偵探第五季   | 嘉賓     |
| 2020   | 優酷                       | 師父！我要跳舞了   | 舞蹈師父 |
| 2020   | 湖南衛視                   | 元氣滿滿的哥哥     | 嘉賓     |
| 2020   | 中央電視臺                 | 唱響新時代         | 表演嘉賓 |
| 2020   | 愛奇藝、騰訊視頻、東方衛視 | 哈哈哈哈哈         | 二代入團 |
| 2020   | 江蘇衛視                   | 蒙面舞王 (第一季)  | 蒙面舞者 |
| 2020   | 湖南衛視                   | 快樂大本營         | 嘉賓     |
| 2020   | 優酷                       | 宇宙打歌中心       | 嘉賓     |
| 2020   | 湖南衛視                   | 嗨唱轉起來第二季   | 嗨唱歌手 |
| 2021   | 芒果TV                     | 明偵的驚喜福袋     | 嘉賓     |
| 2021   | 騰訊視頻                   | 當燃是少年第二季   | 常駐嘉賓 |
| 2021   | 優酷                       | 拳力以赴的我們     | 參賽選手 |
| 2021   | 優酷                       | 這！就是街舞第四季 | 飛行嘉賓 |
| 2021   | 湖南衛視、芒果TV           | 密逃星球           | 嘉賓     |
| 2022年 | 騰訊視頻                   | 閃亮的日子         | 常駐嘉賓 |
| 2022年 | 湖南衛視                   | 勇往直前的我們     | 飛行嘉賓 |
| 2022年 | 騰訊視頻、芒果TV           | 閃亮的日子第二季   | 常駐嘉賓 |
| 2022年 | CCTV-15                    | 全球中文音樂榜上榜 | 表演嘉賓 |
| 2022年 | 安徽衛視                   | 出發吧去露營       | 常駐嘉賓 |
| 2022年 | 騰訊視頻、芒果TV           | 閃亮的日子第三季   | 常駐嘉賓 |
| 2023年 | 湖南衛視                   | 大使的廚房         | 嘉賓     |
| 2023年 | 愛奇藝、騰訊視頻           | 哈哈哈哈哈3        | 飛行嘉賓 |

### MV
| 年份   | 歌手   | 歌曲              | 備註         |
| 2020年 | 楊俊逸 | 壞毛病 Bad Habits | MV出演及編舞 |

## 個人活動

### 大型演出
| 時間           | 播放平臺／電視台 | 活動                         | 備註 |
| 2019年7月27日  | 湖南衛視         | 青春芒果夜                   | 與錢正昊合作表演《樂園》                                                                                |
| 2019年12月31日 | 湖南衛視         | 湖南衛視跨年晚會             | 與騰格爾合唱《好嗨喲》與騰格爾、楊冪合唱《野狼disco》與謝娜、謝娜、仝卓、李鑫一、嗨唱跨年團合唱《嗨唱》 |
| 2020年1月18日  | 湖南衛視         | 湖南衛視春節聯歡晚會         | 與吉克雋逸、董又霖合唱《華夏》                                                                          |
| 2020年2月8日   | 湖南衛視         | 元宵一家親                   | 與李銳、艾福杰尼合唱《元宵宅家也快樂》                                                                  |
| 2020年5月31日  | 湖南衛視         | 未來可期·六一趣味運動會      | 與歐道少年團合作舞蹈《傳承》                                                                            |
| 2021年12月23日 |                  | 第三屆中國街舞盛典           | 舞蹈《禾》 與楊張音之、萬書鎂、韓雲傑、韋健、陳籽玥、飛思涵、陳心田、楊曉宇                             |
| 2023年1月8日   | 湖南衛視、芒果TV | 小芒年禮節                   | 與朱槿惠、周麗君合作舞蹈《歡舞錦廟集》                                                                  |
| 2023年1月22日  | 江蘇衛視         | 江蘇衛視2023兔年春節聯歡晚會 | 與孟佳合唱《亞洲雄風》                                                                                  |
| 2023年2月5日   | 江蘇衛視         | 2023江蘇衛視元宵晚會         | 表演《為你而跳》                                                                                        |
| 2023年2月5日   | 湖南衛視         | 2023湖南衛視芒果TV元宵喜樂會 | 與李莎旻子、劉一萱、王小草、魏巡、楊陳秀一合唱《元宵喜樂向明天》                                        |

### 音樂節
| 時間               | 城市   | 活動               | 舉行地點           |
| 2021年1月30日-31日 | 三亞市 | 流行金曲嘉年華     | 鳳凰島奧運廣場     |
| 2021年5月2日       | 蘇州市 | 流行金曲嘉年華     | 相城活力島         |
| 2021年8月14日      | 長沙市 | 大象音樂節         | 世界之窗           |
| 2021年10月15日     | 南京市 | 2021抖音美好奇妙夜 | 青奧體育公園體育館 |
| 2022年8月19日      | 南京市 | 耳浪音樂節         | 南京歡樂谷         |
| 2023年5月2日       | 太原市 | 麥咭音樂節         | 非遺·劉家堡文化園  |

### 簽名會
| 時間           | 城市   | 活動                                     | 場地         |
| 2019年11月29日 | 成都市 | 王晨藝同名新專輯《EVENWONG》簽名會成都站 | 悠方購物中心 |
| 2019年11月30日 | 廣州市 | 王晨藝同名新專輯《EVENWONG》簽名會廣州站 | 南豐匯       |
| 2019年12月14日 | 上海市 | 王晨藝同名新專輯《EVENWONG》簽名會上海站 | 龍湖虹橋天街 |

## 音樂會

### 生日音樂會
| 時間          | 城市   | 名稱             | 場地             |
| 2019年9月22日 | 南京市 | ATTACKER NO.0922 | 南京稻香音樂空間 |

### 巡迴音樂會
| 時間          | 城市   | 名稱                       | 場地                   |
| 2022年7月10日 | 成都市 | 王晨藝“晨境式”音樂會成都站 | MAO Livehouse CHENG DU |
| 2023年3月4日  | 杭州市 | 王晨藝“晨境式”音樂會杭州站 | 九萊福音樂現場         |
| 2023年4月15日 | 廣州市 | 王晨藝“晨境式”音樂會安可場 | 疆進酒·OMNI SPACE      |

## 品牌代言及公益活動
- 麥吉麗首席星推官
- MAC魅可首席霧色官
- 小雅Nano音箱推薦官
- 維達Vinda韌性好物官
- realme真我手機—真我音樂體驗官
- 美加淨時刻守護系列時刻寵護大使
- LG PraL智慧生活美容儀-中國區大使
- EUCERIN優色林首位大中華區防曬大使
- MAKEUP MIRACLE謎瑞可-眉飛色舞集結官
- 海信歡聚官
- Tastelab-小T咖啡代言人
- 零度企鵝“不胖”系列代言人
- 未卡VETRESKA親子舞喵系列代言人
- DHC橄欖系列代言人
- 植物醫生品牌大使
- 暖流計劃公益基金愛心大使

## 獎項紀錄
| 年份   | 主辦單位／典禮名稱          | 獎項             | 結果 |
| 2015年 | 北京歡樂谷 齊舞大賽         | 團體冠軍         | 獲獎 |
| 2016年 | Dance Vision Vol.4 齊舞大賽 | 團體冠軍         | 獲獎 |
| 2020年 | 流行金曲排行榜              | 年度最佳唱跳歌手 | 獲獎 |

## 外部鏈接
- 王晨藝的新浪微博
- 王晨藝的Instagram帳戶